# Werner Lohmann (pilot)
Werner Lohmann (ur. 7 kwietnia 1907 w Düsseldorfie, zm. 4 lipca 1991 tamże)  – niemiecki pilot balonowy, uczestnik zawodów o Puchar Gordona Bennetta. 

## Życiorys
Pierwszy lot odbył z Karlem Schaferem 9 lutego 1936 roku. W lipcu 1936 roku uzyskał niemiecką licencją pilota balonowego. W zawodach Pucharu Gordona Bennetta startuje od 1935 roku z Carlem Götze. W XXI Pucharze Gordona Bennetta startują na balonie Erich Decu i zajmują 4 miejsce. Ich balon osiąga pułap 8 000 metrów. W kolejnym roku zajmują ponownie 4 miejsce, a ich balon podczas lądowania niedaleko Morza Białego ulega zniszczeniu. W 1937 roku po raz ostatni startują w zawodach na balonie Alfred Hildebrandt. Podczas przelotu nad terytorium Czechosłowacji wszystkie niemieckie załogi zostają zmuszone do lądowania przez czeskie samoloty.
Istniejący od kwietnia 1937 roku Narodowosocjalistyczny Korpus Lotniczy przejmuje lotniska dlatego Der Düsseldorfer Luftfahrt-Klub zostaje rozwiązany, a członkowie powołani do wojska. Gdy w latach 50. XX wieku Klub zostaje ponownie otwarty, w 1953 roku razem z  Carlem Götze startuje w zawodach balonowych na balonie NOWEA-DÜSSELDORF.